# ابیماتا
ابیماتا (به لاتین: Abbimatta) در هند است که در کارناتاکا واقع شده‌است.